# The Adventures of Bayou Billy
The Adventures of Bayou Billy, connu au Japon sous le nom de Mad City (マッド・シティ), est un jeu vidéo d'action de Konami, sorti sur NES en 1988 au Japon, en 1989 aux États-Unis et en Europe en 1991.

## Système de jeu
Le joueur incarne Billy West qui doit sauver sa petite amie, Annabelle Lane, du gang de Godfather Gordon. Le jeu est composé de 10 niveaux, dont six de combat, deux de tir et deux de course.
Dans les niveaux de style beat them all, Billy a un éventail d'attaques basique de coups de poing, de coup de pied, de coups de pied sauté et peut prendre les armes des ennemis comme des couteaux, des fouets ou des bâtons en bois. Le joueur peut aussi se servir d'un pistolet, une fois qu'il a été ramassé, en appuyant sur le bouton Select. Différents bonus peuvent être trouvés en parcourant les niveaux, comme le gilet pare-balles, qui réduit les attaques ennemies, ou encore le poulet, qui redonne de la vie.
Les niveaux de style Shoot them up peuvent être joués à la manette ou au Zapper. En vue subjective, ces niveaux ont pour objectif de se protéger des ennemis armés jusqu'à atteindre le boss du niveau, tout en conservant autant de munitions que possible. Le joueur peut récupérer des balles et une trousse de secours pour récupérer munitions et vie, mais aussi un sablier qui donne des munitions illimitées pendant une période limitée.
Pendant les niveaux de course, le joueur conduit la jeep de Billy où il est poursuivi par les ennemis en véhicule. La jeep est armée d'une mitrailleuse pour éliminer les véhicules ennemis, mais aussi de grenades anti-aériennes. De l'essence peut être ramassée afin de retarder le compte à rebours pour finir la mission.
Le jeu dispose d'un mode entraînement où le joueur peut jouer à un des trois segments. Quand le joueur en finit un, il gagne un bonus qu'il pourra utiliser pendant une partie.

## Différences entre les versions
Le jeu est sorti au Japon sous le nom de Mad City mais a été rebaptisé The Adventures of Bayou Billy pour les versions étrangères. La version internationale a une difficulté accrue en comparaison avec la version japonaise. Par exemple, dans les niveaux de combat, les ennemis sont plus rapides et ont trois fois plus d'énergie dans la version internationale, en outre le joueur a moins de balles dans les niveaux de tir. Le jeu a aussi connu plusieurs modifications graphiques, comme la tenue d'Annabelle : elle porte une robe rouge dans la version japonaise alors qu'elle a un short en jean et un t-shirt rouge dans la version internationale. La version japonaise propose également plusieurs fins différentes, dont une au cours de laquelle le joueur peut choisir mettre fin à la relation de Billy et d'Annabelle après avoir battu le boss final. Le nom de famille d'Annabelle est Luna en japonais, changé en Lane dans les autres versions.
La version internationale propose également des voix digitales, c'est un des rares jeux NES à en bénéficier. Une voix masculine énonce le titre du jeu au début et dit "Bye" à la fin du jeu. On peut entendre le rire du parrain Gordon à la fin de chaque saynète entre les niveaux.
La notice japonaise du jeu présente le protagoniste comme un vétéran de la guerre du Vietnam, ce qui est gommé dans les versions étrangères.
La publicité TV française évoque le personnage de Crocodile Dundee, bien que les deux licences ne semblent pas officiellement liées.

## Déclinaisons du jeu

### Comics
L'éditeur américain Archie Comics a publié une adaptation en bande dessinée (comics) du jeu, scénarisée par Rich Margopoulos et dessinée par Amanda Conner. La BD est sortie en cinq publications bimensuelles, de septembre 1989 à juin 1990. Il mettait en scène certains personnages du jeu mais également des personnages originaux. dans cette adaptation, Billy est veuf (sa première femme a été assassinée) et le nom de famille d'Annabelle est devenu Lee au lieu de Lane.

### Télévision
Bayou Billy est aussi évoqué dans la série animée américaine Captain N: The Game Master, série autour de l'univers Nintendo. Bayou Billy y apparaît sous des traits proches de Crocodile Dundee dans l'épisode "How's Bayou".